# Sarbinowo (powiat poznański)
Sarbinowo – wieś w Polsce położona w województwie wielkopolskim, w powiecie poznańskim, w gminie Swarzędz.
Wieś  duchowna, własność kapituły katedralnej poznańskiej, położona była w 1580 roku w powiecie poznańskim województwa poznańskiego. W latach 1975–1998 miejscowość należała administracyjnie do województwa poznańskiego.